# 2/3 アイノキョウカイセン
『2/3 アイノキョウカイセン』（ニートサン アイノキョウカイセン）は、雑誌『電撃G's magazine』（メディアワークス）連載の読者参加企画。略称は「ニートサン」。

## あらすじ
主人公は「引きこもり」「ニート」「二次元オタク」。学校にも行かずギャルゲーに没頭し、周囲を呆れさせている。
彼の心の支えは、ゲームに登場する幼なじみ・三嶋 のえるやメイドの月宮 しずく、妄想の中で擬人化させた自分のパソコン・ぱそみタン。
そんな彼を真人間にするべく、本当の幼なじみである高柳 ヒメや、実の妹・アサヒ、そして家庭教師の加賀見 イリアは行動を開始する。
時に単独で、時に協力する現実の美少女たちと、ダメ人間の主人公の戦いの火蓋は切られた。

## 概要
2005年12月号から2007年12月号まで連載。全24回。
オタクライフを満喫するニートである主人公と、彼を真人間に戻そうとするヒロインたちが織り成すドタバタコメディー。
読者の選択によって主人公の指向を示す「ひきこもりゲージ」が変動、それにより主人公が2次元と3次元のどちらに愛を注いでいくかが決まる。読者のポジションは、今までの『G's』読者参加企画のそれのように「イコール主人公」ではなく、主人公を動かす、文字通りのプレイヤーである。そのため主人公は、自己と乖離した存在である読者に操作される「リモートコントロール主人公」とも呼ばれる。
記事の構成は、カラーページにメインである誌上ゲームの募集要項と結果発表、ファンコーナー等を、本誌巻末のモノクロページに京極しん・小川静香による4コマ漫画（後にカラーページに移項）を配置している。
そのテーマから、主人公の周囲にいる厳しい現実（3次元）の女性たちと、主人公がハマっているゲームなどの優しい架空（2次元）のキャラクターを、文字通り次元の違うヒロインとして登場させており、それぞれのイラストに異なるイラストレーター2名を起用している。複数のイラストレーターをほぼ同じ比重でキャラクターデザイン・メインイラストレーターに起用するのは、『G's』読者参加企画史上初の事である。また4コマとは言え、原作（読者参加企画）のメインイラストレーターが漫画版を手掛けるのも『G's』誌上初である。
全体的に明るいギャグタッチの作風で、2次元ヒロインとの甘いシチュエーションの一方、3次元ヒロインとのスラップスティックな日常を描く事でメリハリをつけている。読者に夢を与える今までの『G's』読者参加企画と異なり、敢えてリアルを突きつける、冒険的な企画とも言える。また、同誌に連載している『マリッジロワイヤル』など、現実に存在する漫画・アニメ・ゲームをネタにしている事が特徴。
誌上ゲームの参加にメールを採用したり、誌上ゲームの代わりに携帯専用サイトでの選択式アドベンチャーゲームを月替わりで行なったりと、今までの『G's』読者参加企画にない様々な試みが用いられた。
mixiにて京極しん曰く、当初の連載期間は半年の予定であったが2年に延長された。
携帯サイトは1度リニューアルされたが、リニューアル前のページも閲覧可能だった。ただし、リニューアル後のページはアスキー・メディアワークスの合併による「電撃モバイル（メディアワークスのモバイルサイト）」全体のリニューアルにより閲覧不可能である（リニューアル前のものはネット検索等でページを検索可能。2008年10月現在）。

## スタッフ
- キャラクターデザイン
  - 小川静香 - 2次元サイド（三嶋のえる、ぱそみタン、月宮しずく）
  - 京極しん - 3次元サイド（高柳ヒメ、アサヒ、加賀見イリア、天王寺サヨコ、天王寺ヒカル、『ガンディム』登場機体）
- 文芸：ででん（2006年8月号 - ）

## 本誌連載

### 第1期読者参加ゲーム(2006年3月号 - 2006年6月号)
第1期では、読者は主人公を取り巻く物において主人公の行動を6つの中から選択するか、もしくは独自に行動を提案し、主人公が最も多くの票を得た行動を取っていくことで「ひきこもりゲージ」が変動するという方式であった。
第1期の読者参加ゲームでは投票用のハガキはG's本誌に綴じ込まれておらず、公式サイト（PCおよび携帯電話）および通常のハガキでの受付となり、複数投票も受け付けていた。

### 第2期読者参加ゲーム(2006年10月号 - 2007年3月号)
読者参加ゲームが携帯電話用サイトの2者択一の選択肢を選択し続けるアドベンチャーゲーム形式となり、その結果を集計して引きこもりゲージが変動する形となった。ゲームの結果によって2種類の待ち受け画像がダウンロードできる（ベストエンドだと京極しんによる3次元ヒロインの画像、グッドエンドだと小川静香による2次元ヒロインの画像）。また何度でも挑戦可能なため、両方の画像のゲットが可能であった。
また登場するヒロイン1人1人にスポットを当てたショートストーリー「ヒロインストーリーズ」が始まる。
2006年11月号からは、それまでモノクロページに掲載されていた4コママンガが、企画ページの終わりにカラーで掲載されるようになった。

### ノベル連載(2007年4月号 - 2007年12月号)
携帯電話用サイトでのアドベンチャーゲーム及びカラーコミック連載が終了し、新キャラクターとして天王寺サヨコ・ヒカル姉弟の2人が登場した。
2007年7月号から、架空のアーケードゲーム『機動戦姫ガンディム』を巡って主人公とヒロイン達が衝突する長編ノベル連載が始まる。また携帯電話用サイトで、京極しんによる「ガンディム編」のイラストが1点公開された。
ノベル連載と同時に、小川静香による描き下ろしイラストは発表されなくなった。
2007年10月号での休載を挟み、長編ノベルの連載が終了（全5話）。それと共に、企画としての連載も終了する。

## 登場人物
主人公
読者にリモートコントロールされる、本作の主人公。プロフィールは一切不明（のえるに「ゆうくん」と呼ばれているが、本名との関連は不明）。
現実を省みず、オタク趣味に没頭するニート。ヒメやアサヒやイリアには、いつも酷い目に合わされている。サヨコやヒカルとは普通に（？）会話している事から、社交性がない訳ではない。
カグヤ
『機動戦姫ガンディム』で、主人公が使用する機体。メインカラーはピンク。他の機体に比べ小柄で、人間の少女のようなフォルムをしており、頭部にはウサギの耳のようなパーツが付いている。武器は2振りのショートソードで、近接戦闘力と機動性に特化しており、一撃必殺の戦闘スタイルを得意としている。

### DIGITAL World
三嶋のえる（みしま のえる）
5月1日生まれの17歳。身長156cm、体重42kg、スリーサイズはB79・W54・H82。血液型はB型。趣味は料理、主人公といっしょにいること。
主人公が寝食を忘れて没頭しているギャルゲーのヒロイン。主人公の幼馴染みで毎朝、起こしに来てくれる。仔犬系。主人公を「ゆうくん」と、唯一あだ名で呼ぶ。
ノベル連載では、『機動戦姫ガンディム』における、主人公専用機「カグヤ」のナビゲーターとして登場した。
ぱそみタン
12月24日生まれ。主人公の家に来て5年になる。身長140cm、体重33kg、スリーサイズはB83・W53・H82。血液型はO型。趣味はデスクトップの整理、新しいソフトウェアのインストール。
主人公の脳内で萌え擬人化され、幼女の姿になっているパソコン。主人公を「お兄たん」と呼んで慕うが、嫉妬深い。また、ウィルスに感染すると「ブラックぱそみたん」になる。
ノベル連載では、『機動戦姫ガンディム』における、ヒカル専用機「ニーズヘッグ」、対ヒメ戦での主人公専用機「カグヤ」のナビゲーターとして登場した。
月宮 しずく（つきみや しずく）
3月29日生まれ（おひつじ座）の19歳。身長163cm、体重48kg。スリーサイズはB85・W56・H83。血液型はA型。趣味は家事全般、読書、散歩。
最近出たギャルゲーに登場する癒し系メイド。虚弱体質。初回限定版のフィギュアは邪神だった。
ノベル連載では、『機動戦姫ガンディム』における、初心者用ナビゲーターとして、ヒメ専用機「ジークリンデ」をサポートした。

### REAL World
高柳 ヒメ（たかやなぎ ヒメ）
9月29日生まれの17歳。身長159cm、体重45kg、スリーサイズはB83・W53・H82。血液型はO型。趣味はテニス、占い。
主人公の幼馴染みで、資産家の令嬢。自分の美貌に絶対の自信を持ち、自分を「サブキャラ」扱いする主人公を快く思っていない。いわゆるツンデレで、ノベル最終回では趣味に没頭する主人公に対し、勢いで告白してしまった。
ジークリンデ
『機動戦姫ガンディム』で、ヒメが使用する機体。メインカラーはワインレッド。初心者用の機体で、中・近距離戦を得意とする。大剣「グラム」の他、最終回の対主人公戦では、片刃剣を内蔵した盾「ラグナロク」を装備する。

アサヒ
7月31日生まれの14歳。身長145cm、体重37kg、スリーサイズはB77・W51・H80。血液型はAB型。趣味はゲーム、マンガ、先物取引。
主人公の妹。学業・運動・社会適応力など全てにおいて主人公に勝っているが、兄に対して嫌悪感は持っていない（もっとも、兄をおちょくって楽しんでいる節が見受けられる）。
プルガトリオ
『機動戦姫ガンディム』で、アサヒが使用する機体。メインカラーはクリムゾンレッドとブラック。巨大な両手鎌を武器とし、ジャマー機能とステルス能力を持つ強力な機体。

加賀見 イリア（かがみ イリア）
身長168cm、体重50kg、スリーサイズはB91・W58・H88。趣味は晩酌。
数多くの引きこもり少年を大人の色気で社会復帰させて来たことが自慢の家庭教師。主人公の両親に泣き付かれて家庭教師を引き受ける。ノベルでは、『機動戦姫ガンディム』で主人公に敗北し、無理矢理メイド服を着せられていた。
ヴォルカヌス
『機動戦姫ガンディム』で、イリアが使用する機体。メインカラーはエメラルドグリーン。重量感のあるシルエットで、重火器を用いた遠距離戦を得意とするタイプ。

天王寺 サヨコ（てんのうじ サヨコ）
2月18日生まれの17歳。身長161cm、体重43kg、スリーサイズはB75・W50・H78。血液型はA型。趣味は読書、カップリング。
主人公やヒメの通う高校の生徒会役員。黒髪ストレートの美人だが、左右で瞳の色が違い（いわゆるオッドアイ）、右目を眼帯で覆っている。重度のオタク（腐女子）であり、弟のヒカルを女装させたりしている。また電波系であり、自分と主人公が前世で結ばれた勇者と皇女だと思い込んでいる。
デュランダーナ
『機動戦姫ガンディム』で、サヨコが使用する機体。メインカラーはコバルト。機動性が高く、一撃必殺を得意とする。メインウェポンは、魔槍「グングニール」。

天王寺 ヒカル（てんのうじ ヒカル）
10月21日生まれの14歳。身長142cm、体重33kg。血液型はA型。趣味はTVゲーム、アニメ観賞。
サヨコの弟。少女かと見紛うほどのショタ系美少年。姉同様にオタクであり、同じく重度のオタクである主人公を「師匠」と呼び慕っている。その容貌から、姉によく女装させられている。性格は素直で純朴。
ニーズヘッグ
『機動戦姫ガンディム』で、ヒカルが使用する機体。メインカラーはイエロー。自立機動兵器「ラタトスク」を搭載し、遠距離戦を得意とする上級者向けの機体。

## 4コマ
2006年1月号から2007年3月号まで連載。本誌末尾のモノクロページに掲載。
小川静香が描く2次元（DIGITAL World）をページの左側、京極しんが描く3次元（REAL World）をページの右側に掲載すると言う独特のページ構成が特徴（見開きだと、左端から2次元、3次元、2次元、3次元となる）。
2006年11月号からは、企画ページの末尾にカラーで掲載される（本数は7本から4本に減った）。
総ての原稿がカラーで描かれているらしく、携帯サイトではモノクロページ時代に掲載された4コマの一部がカラーで読めた。

## 歴史
※年月は「電撃G's magazine」の発売号に合わせている。
2005年11月号
『双恋』終了後の新企画の一環として予告掲載。この時のタイトルは「Real/Digital Project（仮称）」。
2005年12月号
前号に続き予告掲載。企画の詳細、6人のヒロインのプロフィールが公表される。
2006年1月号
連載開始。タイトルが「2/3 アイノキョウカイセン」に正式決定。4コマ漫画連載開始。
2006年2月号
誌上ゲームの予告掲載。
2006年3月号
読者参加ゲーム「ネット通販ひきこもり大作戦!!」開始。本誌発売に合わせてインターネット投票・携帯投票の受付を実施。
2006年4月号
誌上ゲーム第1回結果発表。総投票数1297票であった。この号より公開された「ひきこもりゲージ」は三次元側に移動。第2回のテーマは「オンラインゲームひきこもり大作戦!」。この号の漫画では「2/3」を「ニートさん」と読んで唖然とするネタが掲載された一方、この号での舞台となったオンラインゲームのタイトルも「ニートさんオンライン」だった。
2006年5月号
誌上ゲーム第2回結果発表（総投票数1026票）。「ひきこもりゲージ」は二次元側に移動。この号で「2/3」の読みが「ニートサン」と正式に決定。本号では部屋のガサ入れがテーマ。
2006年6月号
誌上ゲーム第3回結果発表（総得票数1058票）。「ひきこもりゲージ」二次元側へ移動。次号からの構成変更が発表される。
2006年7月号
誌上ゲームは休止。次号からのリニューアル準備として、登場キャラクター6名の詳細なプロフィールが公開される。
2006年8月号
REALのヒロイン3名が主人公を更生させる為に会うエピソード。次回の誌上ゲームは10月号より再開すると告知。
2006年9月号
主人公とDIGITALのヒロイン3名の妄想エピソード。ちなみに、ストーリーが「妄想」だった為かエイプリルフールでもないのに「ゲーム化・アニメ化決定（嘘）」の見出しが誌面に踊る。
2006年10月号
読者参加ゲーム再開プレ企画「ひきこもり検定試験」（9月5日 - 25日）。これ以降の読者参加ゲームの参加方法は携帯電話のみ。また、この号より毎回ヒロイン1名に焦点を当てたショートノベル「ヒロインストーリーズ」開始。第1回は高柳ヒメ。
2006年11月号
読者参加ゲーム再開第1回「ひきこもりレッスン」（10月5日 - 25日）。「ヒロインストーリーズ」第2回は三嶋のえる。また、この号よりモノクロページで連載していた4コママンガが企画ページ末尾のカラーページに掲載されるようになる。
2006年12月号
読者参加ゲーム再開第2回「文化祭ドキドキパニック」（11月5日 - 25日）。「ヒロインストーリーズ」第3回はアサヒ。
2007年1月号
読者参加ゲーム再開第3回「モテない!?ひきこもりのメリー・クリスマス」（12月5日 - 25日）。「ヒロインストーリーズ」第4回はぱそみタン。
2007年2月号
読者参加ゲーム再開第4回「2/3流お正月の過ごし方」（1月5日 - 25日）。「ヒロインストーリーズ」第5回は加賀見イリア。ひきこもりゲージが三次元側に移動。
2007年3月号
読者参加ゲーム再開第5回「バレンタイン警報発令中！」（2月5日 - 25日）。「ヒロインストーリーズ」第6回は月宮しずく。
2007年4月号
天王寺サヨコ・ヒカル姉弟のプロフィールを公開。読者参加ゲームの最終結果は、+2650pt(社会復帰サイドに前進)。
2007年5月号
ノベルのプレストーリー「#0：指でミルクティをまぜる少年」（元ネタは『ゆびさきミルクティー』か）掲載。
2007年6月号
長編ノベル連載の告知。パイロットスーツ姿のヒメと、ジークリンデのイラストが掲載される。
2007年7月号
ノベル第1話「初出撃-debut-」掲載。
2007年8月号
ノベル第2話「確執-battle-」掲載。
2007年9月号
ノベル第3話「暗躍-stealth-」掲載。
2007年10月号
休載。イラストレーター・京極しんの急病による。
2007年11月号
ノベル第4話「団結-friendship-」掲載。
2007年12月号
ノベル第5話（最終回）「大団円-farewell-」掲載。企画連載終了。